# Moaner van Heerden
Pas d'image ? Cliquez ici

a Compétitions nationales et continentales officielles uniquement.

b Matchs officiels uniquement.
Dernière mise à jour le 10 janvier 2012.
Johannes Lodewikus van Heerden dit Moaner van Heerden, né le 18 juillet 1951 à Pretoria, est un joueur de rugby à XV sud-africain qui joue avec l'équipe d'Afrique du Sud. Il évolue au poste de deuxième ligne.

## Biographie
Moaner van Heerden débute le 13 juillet 1974 sous le maillot des Springboks contre les Lions britanniques et irlandais. Il joue ensuite les quatre tests match contre les Français en 1974 et 1975. Il joue également les quatre tests match contre les All Blacks en 1976 et il participe à trois des quatre tests match contre les Lions britanniques et irlandais en 1980. Il connaît sa dernière cape le 8 novembre 1980 contre la France. En parallèle, il joue la Currie Cup avec les provinces du Northern Transvaal et du Transvaal. Il est le père de Wikus van Heerden, international sud-africain de rugby comme lui et vainqueur de la Coupe du monde de rugby.

## Statistiques en équipe nationale
- 17 sélections entre 1974 et 1982
- 4 points (1 essai) en test matchs
- Sélections par années : 4 en 1974, 2 en 1975, 4 en 1976, 1 en 1977, 6 en 1980